# مایا اشت
مایا اشت (عبری: מאיה עשת‎؛ انگلیسی: Maya Eshet؛ زادهٔ ۱۹۹۰) بازیگر اهل اسرائیل است که به خاطر ایفای نقش در از مردگان متحرک بترسید شناخته می‌شود. او در سال ۲۰۲۳ در آیدل ایفای نقش کرده‌است.

## اوایل زندگی
مایا اشت زادهٔ اورشلیم، اسرائیل در خانواده‌ای از تبار اشکنازی است.

## فیلم‌شناسی

### مجموعه تلویزیونی
| سال       | عنوان                  | نقش                | توضیحات                                                  |
| --------- | ---------------------- | ------------------ | -------------------------------------------------------- |
| ۲۰۱۳      | زندگی خسته‌کننده من     | نورا               | شخصیت دوره‌ای (فصل ۱)؛ ۳ قسمت                             |
| ۲۰۱۴      | کرول شو                | عضو بی‌نام          | قسمت: «آهنرباهای انگشتی»                                 |
| ۲۰۱۴–۲۰۱۶ | تین ولف                | مردیت واکر         | بازیگر مهمان (فصل ۳)، شخصیت دوره‌ای (فصل‌های ۴–۵)؛ ۱۰ قسمت |
| ۲۰۱۵      | مرد در جستجوی زن       | اونکلوکتو          | قسمت: «عصای سلطنتی»                                      |
| ۲۰۱۶      | عشق                    | دختر               | قسمت: «آن شروع می‌شود»                                    |
| ۲۰۱۸      | پروازهای شبانه         | لومی               | نقش اصلی، ۱۰ قسمت                                        |
| ۲۰۲۰      | پیشتازان فضا: پیکارد   | Index              | قسمت: «یادبود»                                           |
| ۲۰۲۰      | آل رایز                | لی آن موی          | قسمت: «بای بای برنی»                                     |
| ۲۰۲۳      | آیدل                   | TBA                | شخصیت دوره‌ای                                             |
| ۲۰۲۳      | از مردگان متحرک بترسید | سم کرنیک / «شرایک» | شخصیت دوره‌ای (فصل ۸)؛ ۶ قسمت                             |

### مجموعه اینترنتی
| سال  | عنوان                           | نقش  | منابع |
| ---- | ------------------------------- | ---- | ----- |
| ۲۰۱۷ | رسوایی: گلادیاتور تحت تعقیب است | جردن |       |

### تئاتر
| سال  | عنوان                             | محل             | منابع |
| ---- | --------------------------------- | --------------- | ----- |
| ۲۰۱۳ | د اوت‌سایدر - لاوکرفت نایت‌مر سوییت | The Lex Theatre | [ ۲ ] |

### موزیک ویدئو
| سال  | عنوان      | نقش | آرتیست | منابع |
| ---- | ---------- | --- | ------ | ----- |
| ۲۰۱۳ | «دنیای زن» | زن  | شر     | [ ۳ ] |